# B CUBE – Center for Molecular Bioengineering
Das B CUBE – Center for Molecular Bioengineering ist eine Forschungseinrichtung und Teil der zentralen wissenschaftlichen Einrichtung Center for Molecular and Cellular Bioengineering (CMCB) der Technischen Universität Dresden. Die Forschung am B CUBE baut auf dem Prinzip auf, aus der Natur zu lernen und die gewonnenen Erkenntnisse in technologische Anwendungen umzusetzen.

## Geschichte
Das B CUBE wurde im Rahmen des Förderprogramms „Unternehmen Region“ des Bundesministeriums für Bildung und Forschung (BMBF) 2008 als „Zentrum für Innovationskompetenz B CUBE“ gegründet. Das Konzept des B CUBE, basierend auf der Erforschung der Natur neue technologische Anwendung zu schaffen, wurde von Carsten Werner, Christoph Neinhuis und Daniel Jobst Müller entwickelt.
Von 2010 bis 2018 war das B CUBE in der Arnoldstraße untergebracht und zog dann in einen Neubau am Tatzberg, den sich B CUBE und das Deutsche Zentrum für Neurodegenerative Erkrankungen (DZNE) teilen. Den Eingang des Gebäudes ziert die Skulptur „Gittergeflecht“ des Dresdner Künstlers Frank Schauseil, der sich von Bildern organischer Skulpturen inspirieren ließ. Das neue Gebäude befindet sich in unmittelbarer Nähe des Biotechnologischen Zentrums (BIOTEC), des Zentrums für Regenerative Therapien Dresden (CRTD) und des Universitätsklinikums Carl Gustav Carus Dresden.
Im Jahr 2016 wurde das B CUBE zusammen mit dem BIOTEC und dem CRTD Teil des CMCB der TU Dresden, das 2016 als zentrale wissenschaftliche Einrichtung der TU Dresden neu gegründet wurde.

## Forschung
Die interdisziplinäre Forschung am B CUBE basiert auf dem Prinzip, von der Natur zu lernen. Ziel ist es, ein besseres Verständnis von natürlichen Prozessen zu erlangen und diese neuen Erkenntnisse in technologische Anwendungen zu überführen. Damit will das B CUBE eine Brücke zwischen den Lebenswissenschaften und Ingenieurwissenschaften bauen.
Am B CUBE wird auf drei Themengebieten geforscht:
- Bioprospektion: die Suche nach natürlichen Phänomenen, die für technologische Anwendungen genutzt werden können
- BioNano Werkzeuge: die Entwicklung und Nutzung von Werkzeugen in Nanometergröße für die Charakterisierung und Manipulation biologischer Strukturen und Prozesse auf molekularer Ebene
- Biomimetische Materialien: Die Forschung zu biomimetischen Materialien am B CUBE konzentriert sich nicht nur auf das endgültige Material, sondern auch auf den Herstellungsprozess.

Aus dem „B“ als gemeinsamen Anfangsbuchstaben der drei Forschungsbereiche leitet sich der Kurzname des Instituts ab: B^3 oder auch „B cubed“ auf Englisch wurde verkürzt zu B CUBE.
Zurzeit forschen sieben verschiedene Forschungsgruppen am B CUBE:
- Molekularer Transport in der Zellbiologie und Nanotechnologie unter der Leitung von Stefan Diez
- Biomineralisation und biofähige Mineralsynthese unter der Leitung von Nils Kröger
- Biologische Materialien auf Chitinbasis und Biomineralisierung unter der Leitung von Yael Politi
- Bottom-up Synthetische Biologie unter der Leitung von James P. Sáenz
- Molekulare Biophysik: Konformationsdynamik von Biomolekülen unter der Leitung von Michael Schlierf
- Bioresponsive Materialien unter der Leitung von Yixin Zhang
- Multi-Scale Analyse unter der Leitung von Igor Zlotnikov

## Lehre
Als Teil des CMCB als zentrale Einheit der TU Dresden ist das B CUBE an der Lehre in Bachelorstudiengängen sowie an den vom CMCB angebotenen Masterprogrammen beteiligt.
Es ist außerdem möglich am B CUBE zu promovieren, entweder im Rahmen der Dresden International Graduate School for Biomedicine and Bioengineering (DIGS-BB) oder als Bioscience PhD Student (BiPS).

## Einrichtungen
Das B CUBE leistet einen Beitrag zur Technologieplattform des CMCB. Diese stellt allen Wissenschaftlern und Wissenschaftlerinnen der TU Dresden und kooperierenden Instituten hochspezialisierte Geräte und Dienstleistungen im Bereich der Lebenswissenschaften zur Verfügung.

## Kooperationen und Partner
Die wichtigsten Partnereinrichtungen des B CUBE sind die anderen Institute des CMCB, das BIOTEC und das CRTD. Andere Partnereinrichtungen des B CUBE in Dresden sind der Exzellenzcluster „Physik das Lebens“ an der TU Dresden, der Bereich Mathematik und Naturwissenschaften an der TU Dresden, die Fakultät Maschinenwesen an der TU Dresden, das Max-Planck-Institut für Molekulare Zellbiologie und Genetik (MPI-CBG), das Max-Planck-Institut für Physik komplexer Systeme (MPI-PKS) sowie das Leibniz-Institut für Polymerforschung Dresden (IPF).
Bis 2021 wurden zwei Spin-offs aus dem B CUBE ausgegründet, die DyNAbind GmbH und die denovoMATRIX GmbH.